# Mjukgörare

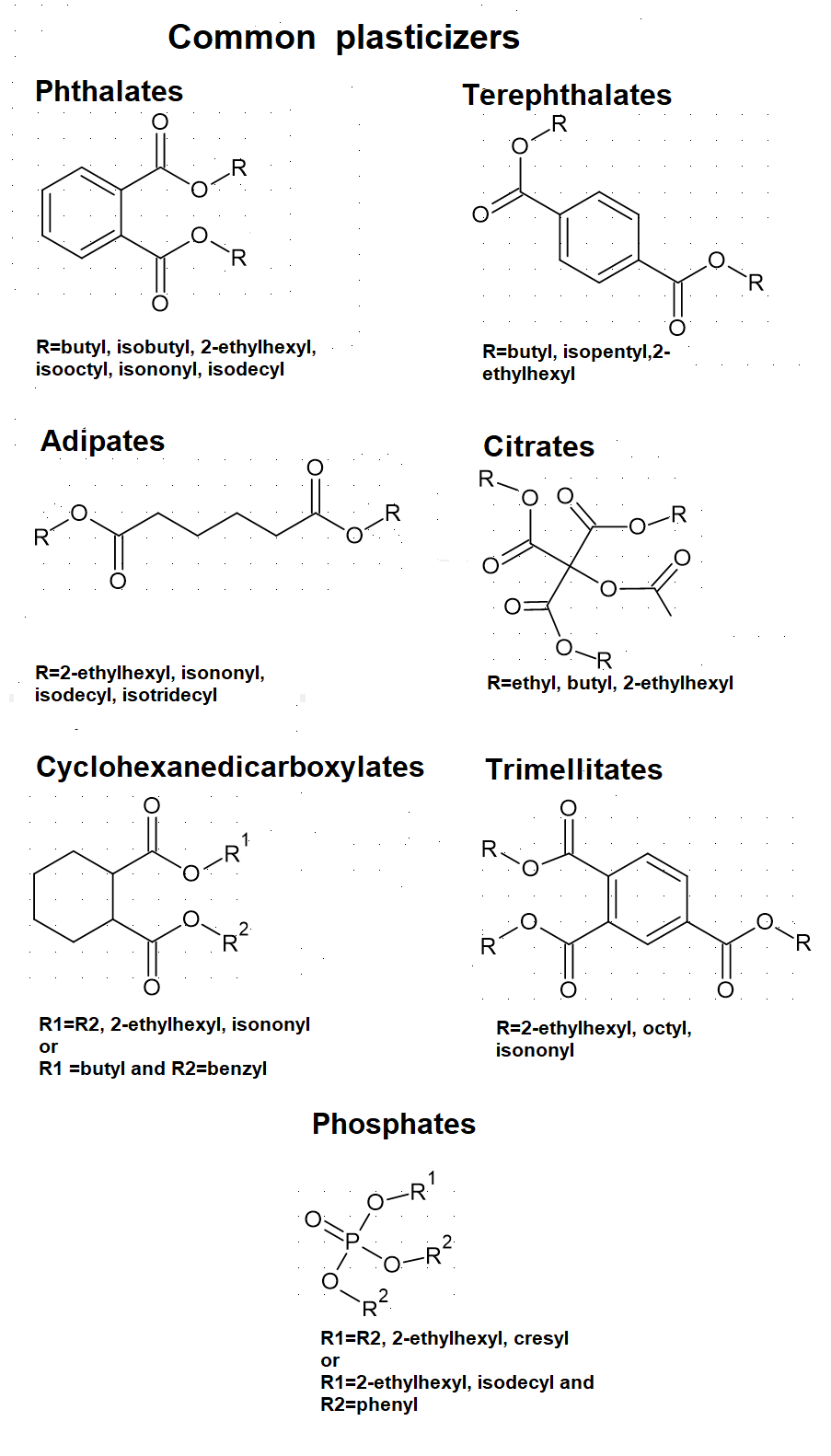
Kemiska sammansättningae av vanliga mjukgörare

En mjukgörare är en tillsats till en polymer som gör en plast mjukare, genom att öka dess plasticitet eller öka dess fluiditet, det vill säga minska viskositeten.
Vanliga mjukgörare är ftalater, som ofta används för att mjukgöra PVC-plast. Mjukgörarna fungerar genom att inbäddas mellan polymerkedjorna, vilket separerar dem från varandra och ökar materialets fria volym, vilket sänker glasomvandlingstemperaturen.